# Heinrich Schenkl
Heinrich Schenkl (* 29. Jänner 1859 in Innsbruck; † 3. Dezember 1919 in Wien) war ein österreichischer klassischer Philologe.

## Leben
Heinrich Schenkl, Sohn des klassischen Philologen Karl Schenkl, studierte 1876–1880 klassische Philologie, Archäologie, Epigrafik, Sanskrit, Philosophie und Pädagogik an der Universität Wien. 1881 wurde er promoviert und war nach seiner Habilitation 1882 Lehrer an mehreren Wiener Gymnasien.
1887–1888 katalogisierte er im Auftrag der Akademischen Kommission für die Herausgabe des Corpus scriptorum ecclesiasticorum latinorum, das von seinem Vater geleitet wurde, Handschriften in England. 1892 wurde er zum außerordentlichen, 1896 zum ordentlichen Professor an der Universität Graz ernannt. Ab 1908 war er wie vor ihm sein Vater Mitglied der Gymnasialreformkommission. 1917 wechselte er an die Universität Wien, wo er 1919 starb.
Schenkl machte sich besonders um die kritische Edition kaiserzeitlicher griechischer und lateinischer Autoren verdient.

## Werke
- De metoecis Atticis, Gerold, Wien 1880 (Dissertation) Google Books (Illinois)
- Plautinische Studien. in: Sitzungsberichte der Philosophisch-Historischen Classe der Kaiserlichen Akademie der Wissenschaften 98.1881 (Habilitationsschrift)
- Die epiktetischen Fragmente : eine Untersuchung zur Überlieferungsgeschichte der griechischen Florilegien. in: Sitzungsberichte der Philosophisch-Historischen Classe der Kaiserlichen Akademie der Wissenschaften 115.1888
- Bibliotheca patrum latinorum Britannica
  - ursprünglich erschienen als Sitzungsberichte der Philosophisch-Historischen Classe der Kaiserlichen Akademie der Wissenschaften 121.1891, 123.1891, 124.1891, 126+127.1892, 131.1894, 133.1896, 136.1897, 137.1898, 139.1898, 143.1901, 150.1905 sowie 157.1908
  - als selbstständige Buchausgabe 3 Bde., 1891–1908
    - Band 1.1891/92 (1. Abt. Bodleian Library Nr. 1-909; 2. Abt. Sir Thomas Phillipps Collection der Cheltenham Library Nr. 910-2154) Google Books
    - Band 2.1897/1901 (1. Abt. Bibliotheken der Colleges in Cambridge I Nr. 2155-2488; 2. Abt. Bibliotheken der Colleges in Cambridge II Nr. 2489-2716, 3. Abt. Bibliotheken der Colleges in Cambridge III Nr. 2717-2986) Chicago
    - Band 3.1894/1908 (1. Abt. Bibliotheken der englischen Kathedralen I Nr. 2987-4045, 2. Abt. Bibliotheken der englischen Kathedralen II Nr. 4046-4478, 3. Abt. Die kleineren öffentlichen Bibliotheken und Privatbibliotheken Nr. 4479-4961 + Index) Google Books
- Die handschriftliche Überlieferung der Reden des Themistius, in: Wiener Studien (: Zeitschrift für klassische Philologie) 20.1898, 21.1900 & 23.1902
- Der Kanon des griech. Lehr- und Lesestoffes. in: Der Kanon der altsprachlichen Lektüre am österreichischen Gymnasium, hrsg. von R. C. Kukula, E. Martinak und H. S. Teubner, Leipzig 1906 Google Books
- Beiträge zur Textgeschichte der Reden des Themistios, erschienen als: Sitzungsberichte der Philosophisch-Historischen Klasse der Akademie der Wissenschaften in Wien 192.1921, Abhandlung 1

- Herausgeberschaften
  - Calpurnii et Nemesiani Bucolica. Freitag, Leipzig & Tempsky, Prag 1885 Google Books
  - Epicteti Dissertationes ab Arriano digestae ad fidem codicis Bodleiani
    - Editio maior : Teubner, Leipzig 1894 Google Books
    - Editio minor : Teubner, Leipzig 1898
- Themistii in Aristotelis Physica paraphrasis (= Commentaria in Aristotelem Graeca Band 5/2) Reimer, Berlin 1900 Internet Archive
  - M. Antonini imperatoris in semet ipsum libri XII
  - Editio maior: 1913 Google Books (Pennsylvania), Google Books (California), Internet Archive
  - Editio minor: 1913 Google Books (Harvard) Google Books (Pennsylvania)

- Mitherausgeber der Wiener Studien ab 39.1917 f.

- Editionsgrundlage zu: Themistii orationes quae supersunt, 3 Bde., hrsg. von G. Downey und A. F. Norman, 1965–74.